# ليا أندريا راموس
ليا أندريا راموس هي متسابقة ملكة الجمال وعارضة فلبينية، ولدت في 11 يناير 1981 في دافاو في الفلبين.